# Lista Reza
Lista Reza je politična stranka, ustanovljena septembra 2014. Več kot 200 članov jo je registriralo na ustanovnem kongresu, ki je potekal v Domžalah. Prvotno ime se je glasilo Lista REZA - gibanje za moderno in transparentno politiko, a so ga člani na konvenciji l. 2018 spremenili v Lista Reza, kakor je bila stranka poznana tudi prej. 
Lista Reza se po lastnih zagotovilih uvršča v sredinsko-levi pol. 
Predsednica in ena izmed ustanovnih članic stranke je vse od l. 2014 Alenka Resinovič Reza (ob ustanovitvi Alenka Oldroyd). 4-letni mandat podpredsednika stranke je ob ustanovitvi zasedel Matej Oražem, l. 2018 pa sta bili na mesto podpredsednic imenovani Martina Grašič in Martina Ulčar. Prepoznavnejši obraz Liste Reza je poleg predsednice še generalni sekretar stranke Rok Učakar Grašič, sicer pa kolumnist, ki je član stranke vse od svojega 15. leta starosti, in Klemen Antolin, drugouvrščeni na listi kandidatov za volitve v občinski svet l. 2018 

### Rezultati na volitvah in participacija v Občini Domžale
Lista Reza primarno deluje na občinski ravni. V občinski svet Občine Domžale sta bila z njene kandidatne liste na občinskih volitvah l. 2014 izvoljena 2 svetnika, in sicer predsednica Alenka Resinovič Reza in takratni podpredsednik Matej Oražem, l. 2018 pa zgolj predsednica, ki je zasedla 2. mandat zapored. 
Lista Reza je vseskozi prisotna tudi v delovnih telesih domžalskega občinskega sveta in javnih zavodih te občine, v katerih delujejo njeni sledeči predstavniki:
- mandat 2014–2018:
  - Alenka Resinovič Reza – članica Odbora za občinska priznanja, proslave in prireditve in članica Odbora za gospodarstvo, [4][5]
  - Matej Oražem – predsednik Statutarno-pravne komisije in član Odbora za družbene dejavnosti, [6][7]
  - Mateja Turk – članica Komisije za vloge in pritožbe, [8]
  - Lucija Grašič – članica Občinske volilne komisije, [9]
- mandat 2018–2022:
  - Alenka Resinovič Reza – članica Odbora za družbene dejavnosti, [7]
  - Klemen Antolin – član Odbora za gospodarstvo, [5]
  - Martina Grašič – članica Občinske volilne komisije. [9]